# Božo Sušec
Božo Sušec (Meljine kod Boke kotorske, 1. siječnja 1946.), hrvatski sportski novinar.

Božo Sušec je legendarni sportski novinar i komentator HTV-a te bivši sportaš. Prenosio je brojna svjetska i europska prvenstva te izvještavao sa sedam zimskih i devet ljetnih Olimpijskih igara. Iako njegova karijera nije bila isključivo i samo sportska, specijalizirao se za nogomet, rukomet, skijaško trčanje i atletiku. Nakon što se 40 godina bavio novinarstvom otišao je u prijevremenu mirovinu 30. rujna 2009. godine. No, to nije značio i kraj njegove novinarske karijere. Nakon toga, karijeru je nastavio kao komentator Arena sporta.

## Rani život
Božo Sušec je rođen 1. siječnja 1946. godine u Meljinama kod Boke Kotorske; malom mjestu u sastavu općine Herceg Novi u Crnoj Gori. Potječe iz liječničke obitelji pa je tako i mjesto njegovog rođenja odredila očeva profesija. Naime, otac Đuro, koji je bio ugledni zagrebački ortoped, bio je oženjen za Božinu majku Didinu, profesoricu francuskog i engleskog jezika, inače rođenu u Bugarskoj. Đuro i Didina su se upoznali u ratnoj mornaričkoj bolnici u Varni gdje je Đuro tada radio. Odmah nakon rata Đuro i Didina su se nastanili u Meljinama u blizini Boke kotorske gdje je Đuro dobio posao. Božino djetinjstvo obilježile su selidbe tako je s obitelji iz rodnog mjesta prvo preselio u Zagreb, gdje su dobili stan u Novoj Vesi da bi 1956. preselili u Skoplje, gdje je otac, koji je bio liječnik i sveučilišni profesor, dobio posao. O ugledu Đure Sušeca u području ortopedije govori i to da je po njemu nazvan i veliki rehabilitacijski centar u Makedoniji.

## Obrazovanje i karijera
Nakon potresa 1963., unatoč roditeljskom protivljenju, vratio se u Zagreb da bi završio četvrti razred srednje škole u Križanićevoj gimnaziji. Potom je upisao Fakultet političkih znanosti za koje vrijeme je živio u studentskom domu Ivan Meštrović na Trgu žrtava fašizma.
 U to vrijeme na spomenutom fakultetu nije postojao smijer novinarstva, ali fakultet je bio usmjeren prema tom području. Jedan od profesora na fakultetu bio mu je i pokojni predsjednik Republike Hrvatske dr. Franjo Tuđman koji je na tom fakultetu bio izvanredni profesor od 1963. do 1967. godine.

Božo je od ranih godina pokazivao sklonost prama novinarstvu, a jedina dvojba koju je imao, bila je koje područje odabrati. Naime, dvoumio se između sporta i vanjske politike.
Godine 1968. bio je jedan od osmero dobitnika stipendije koju je dodijelila TV Zagreb, gdje se nakon završenog studija i zaposlio. U početcima svoga rada bavio se gradskim temama poput komunalne politike. Godine 1972. prešao je u Sportski program i na prijenosu utakmica radio kao asistent Mladena Delića, a potom i kao samostalni komentator. Kroz svoju karijeru pratio je 16 olimpijada (od 1976. do 2008., sve zimske i ljetne Olimpijske igre), a specijalizirao se za atletiku, nogomet, rukomet i skijaško trčanje.

## Nagrade
U travnju 2008. žiri Hrvatske radiotelevizije dodijelio mu je nagradu za životno djelo. Godine 2010. dobio je nagradu Hrvatskog zbora sportskih novinara za životno djelo.